# Kyogle Council
Kyogle Council is een Local Government Area (LGA) in de Australische deelstaat New South Wales. Kyogle Council telt 9.159 inwoners. De hoofdplaats is Kyogle.